# 芭芭拉·爱泼斯坦
芭芭拉·爱泼斯坦（Barbara Epstein，1928年8月30日—2006年6月16日）， 是一名文学编辑，也是《纽约书评》的创始人和联合主编之一。

## 生平
1928年出身在波士顿的一个犹太美国人家中，1949年毕业于拉德克利夫学院。 
1953年她于杰森·爱泼斯坦结婚，并在欧洲度过了蜜月。
1962年到1963年纽约印刷工人大罢工期间，《纽约时报书评》停刊，随即杰森和芭芭拉·爱泼斯坦夫妇同《哈泼斯》杂志的编辑羅伯特·史威爾斯、小说家伊丽莎白·哈德威克一起创办了《纽约书评》。
77岁时,她在纽约死于肺癌。直到死前不久她仍然没有停止她的编辑工作。